# ماریانو دیاز (دوچرخه‌سوار)
ماریانو دیاز (اسپانیایی: Mariano Díaz‎; ۱۷ سپتامبر ۱۹۳۹ – ۵ آوریل ۲۰۱۴) دوچرخه‌سوار اهل اسپانیا بود. وی در بازی‌های المپیک تابستانی ۱۹۶۴ شرکت کرده است.